# Cintei, Arad
Cintei este un sat în comuna Zărand din județul Arad, Crișana, România.

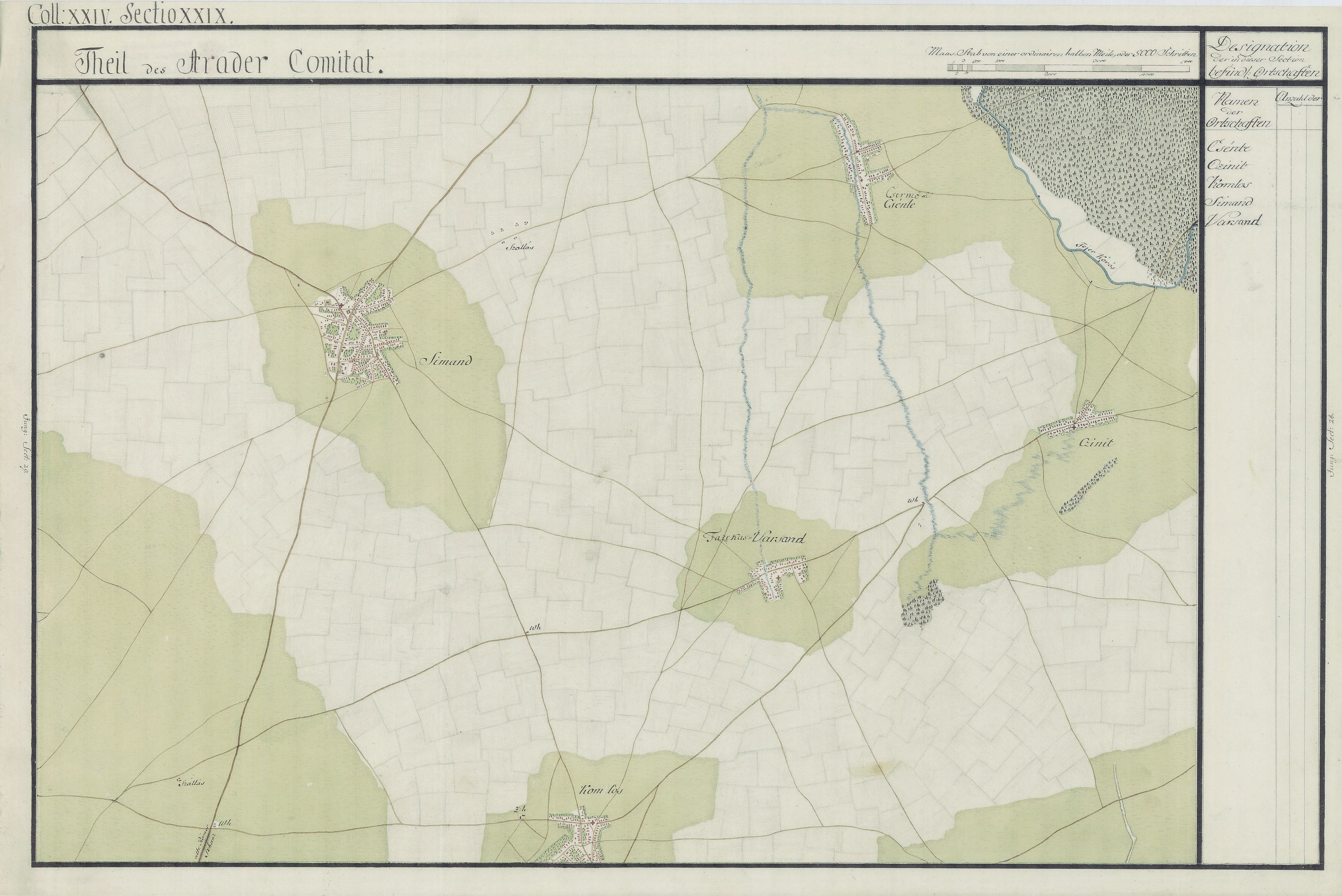
Cintei în Harta Iozefină a Comitatului Arad, 1782-85

## Personalități
- Cornel Iancu (1874 - 1956), deputat în Marea Adunare Națională de la Alba Iulia 1918